# Jenning de Boo
Jenning de Boo (ur. 22 stycznia 2004 w Groningen) – holenderski łyżwiarz szybki, startujący także na torze krótkim, pięciokrotny medalista mistrzostw świata.

## Kariera
W 2020 wystartował w short tracku na igrzyskach olimpijskich młodzieży w Lozannie, gdzie zajął 16. miejsce na dystansach 500 m i 1000 m.
Na rozgrywanych w 2023 mistrzostwach świata juniorów w Inzell zdobył srebrny medal w sprincie drużynowym. W tej samej konkurencji zdobył też srebro na mistrzostwach świata na dystansach w Calgary rok później. W tym samym roku zdobył również srebro na mistrzostwa świata w wieloboju sprinterskim w Inzell, gdzie wyprzedził go tylko Chińczyk Ning Zhongyan.
Na mistrzostwach świata na dystansach w Hamar w 2025 roku zdobył złoto na 500 m oraz srebro na 1000 m i w sprincie drużynowym.